# Конрад I (Велфи)
Конрад I Стари (на френски: Conrad l'Ancien; на немски: Konrad I.; * ок. 800; † 21 септември след 862) е от 830 г. херцог в Алемания („dux nobilissimus“), граф в Аргенгау (839), Алпгау (844) и Линцгау (844), граф на Париж (849) и Оксер (сл. 860)

## Живот
Син е на граф Велф I и на Хелвига Саксонска и брат на императрица Юдит Баварска († 843) и на кралица Хема († 876). Заради тази роднинска връзка той става един от най-близките на император Лудвиг Благочестиви († 840), който споделя неговото затваряне през 833/834 г., и успява да изгради силната позиция на фамилията си в Горна Швабия.
Конрад е един от тримата пратеници, които през 842 г. са изпратени от Карл Плешиви и Лудвиг Немски до техния брат Лотар I, за да преговарят за разделянето на франкската империя. Другите двама пратеници са сенешал Адалхард и граф Кобо Стари.
След смъртта на Лудвиг Благочестиви той участва в подготовката на договора от Вердюн (843). Конрад е съветник на другия си зет, Лудвиг Немски, до 859 г., когато го напуска и се присъединява заедно с неговите синове и полубрат към своя роден племенник Карл Плешиви. Конрад загубва така всичките си служби и графства в Източното франско кралство, по-късно е обезщетен с Графство Оксер на Запад.

## Фамилия
∞ за Аделхайд фон Тур (Aelis) от род Етихониди, дъщеря на граф Хуго фон Тур; те имат най-малко трима сина:
- Конрад II Млади, маркграф на Трансюрания
- Хуго Абат, † 12 май 886
- Рудолф, † пр. 864, игумен на Saint-Riquier, 849 игумен на Jumièges

също вероятно и на
- Велф II (който може би е син на Рудолф, брата на Конрад), 842/850 граф в Линцгау, 852 – 858 граф в Алпгау, който вероятно е прародител на швабските Велфи.

Аделхайд се омъжва след смъртта на Конрад през 864 г. за Роберт Силни (le Fort) от Робертините, граф на Тур и Париж († 15 септември 866).